# Salim Hamdi
Salim Hamdi (ur. 2001) – tunezyjski zapaśnik walczący w stylu klasycznym. Brązowy medalista mistrzostw Afryki w 2022 i czwarty w 2019. Drugi na mistrzostwach Afryki juniorów w 2019 roku.